# Moulay (Mayenne)
Moulay é uma comuna francesa na região administrativa da Pays de la Loire, no departamento de Mayenne. Estende-se por uma área de 8,66 km². Em 2010 a comuna tinha 995 habitantes (densidade: 114,9 hab./km²).